# Petri Kekki
Petri Kekki (* 4. Mai 1966 in Helsinki) ist ein finnischer Schachspieler.

## Leben
Im Alter von drei Jahren begann er das Schachspielen und trat mit sechs Jahren in einen Schachverein ein. Er studierte an der polytechnischen Hochschule in Helsinki (HELIA) Informatik.

## Erfolge
Die finnische Meisterschaft im Schnellschach konnte er 2001 gewinnen. Mannschaftsschach spielt er für den Matinkylän SK aus Espoo, mit dem er zwischen 1986 und 2014 achtmal am European Club Cup teilnahm.
Seit März 2008 trägt er den Titel Internationaler Meister. Die Normen hierfür erzielte er beim internationalen Schachturnier in Espoo im August 1995 sowie bei den finnischen Mannschaftsmeisterschaften der Saisons 2006/07 (mit Übererfüllung) und 2007/08. Seine Elo-Zahl beträgt 2294 (Stand: Januar 2024), seine bisher höchste war 2411 im April 2008.